# 一乐照雄
一乐照雄（一楽照雄，1906年7月—1994年2月3日)，德岛县人，日本农学家。
1930年，毕业于东京帝国大学农业经济学科，进入产业组合中央金库（后为农林中央金库）工作。1958年转至全国农业协会任常务理事。1966年，任协同组合经营研究所理事长，曾以日中农业农民交流友好访华团团长来华访问。